# Bloomsbury Group

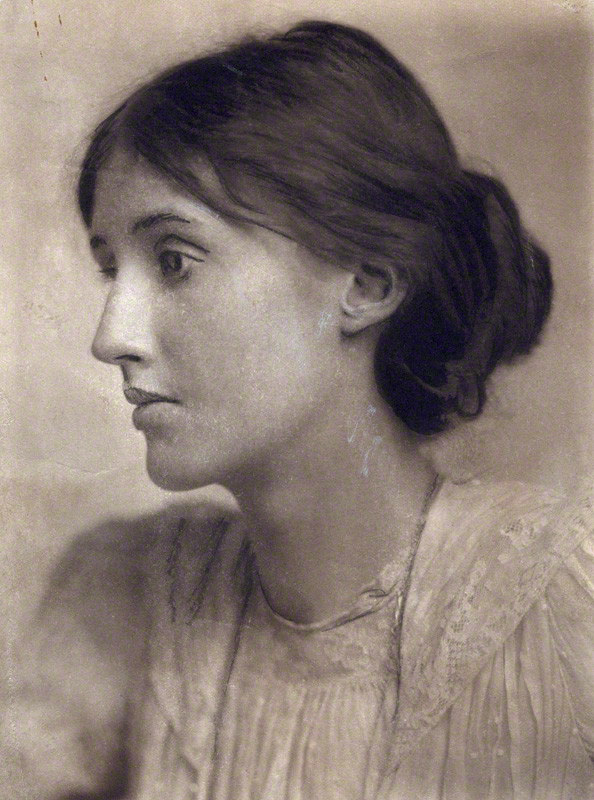
Virginia Woolf, Foto von George Charles Beresford, 1902

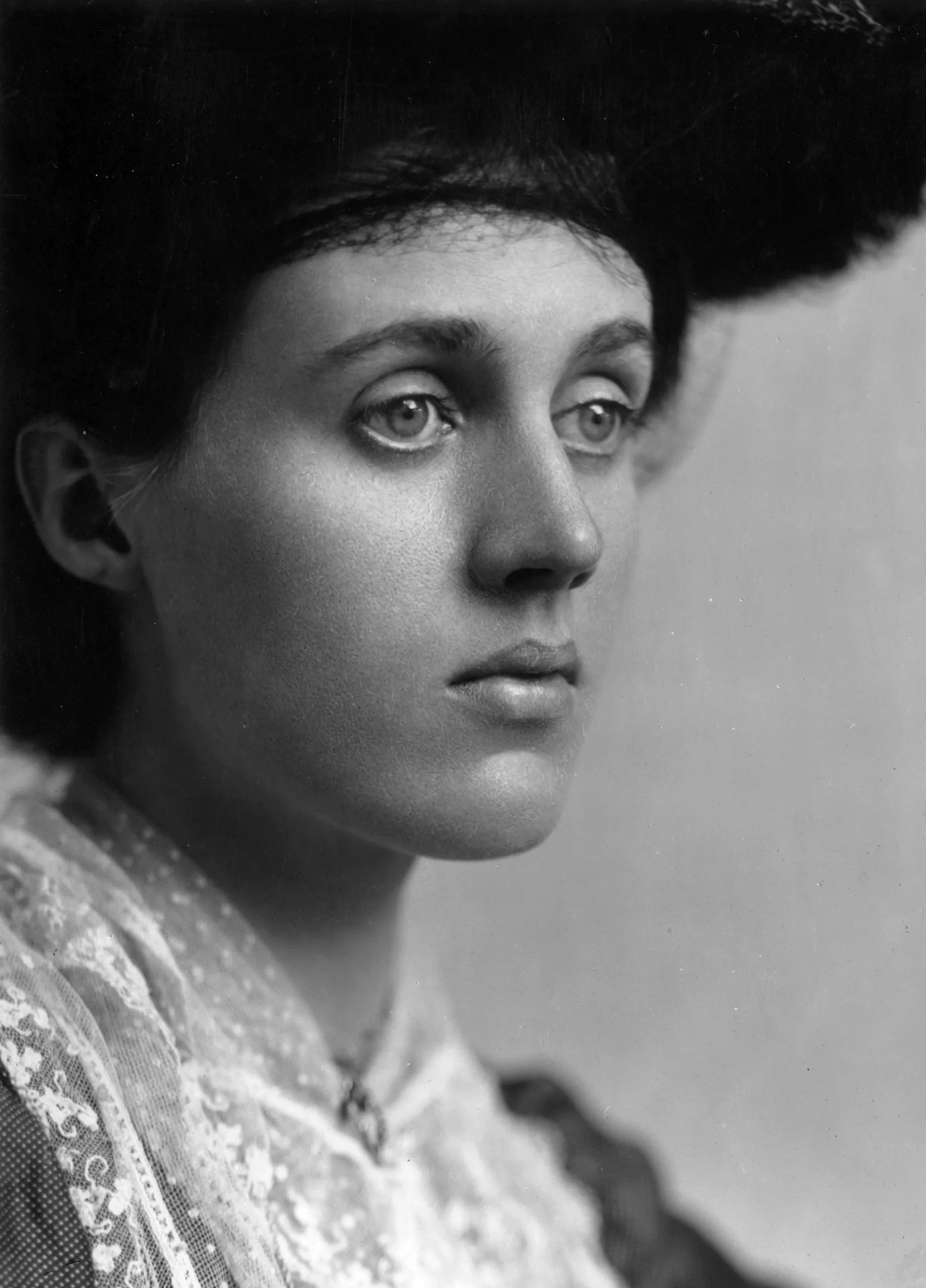
Vanessa Bell, Foto von George Charles Beresford, 1902

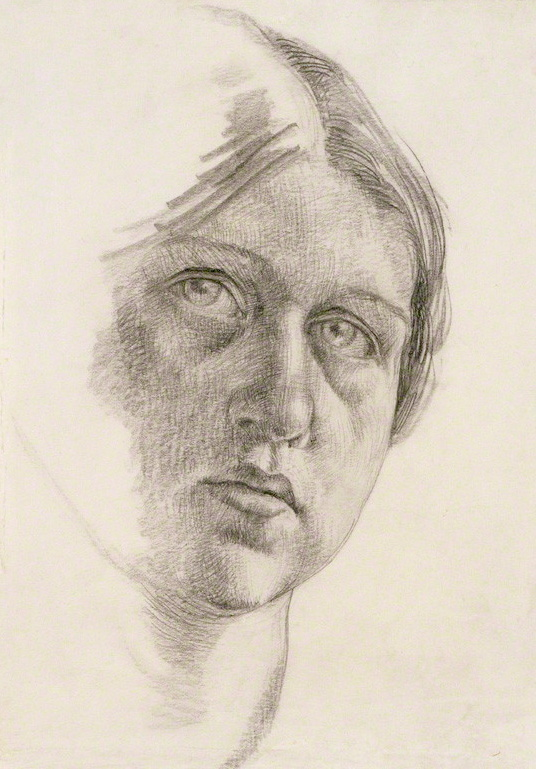
Selbstporträt von Dora Carrington, um 1910

Die Bloomsbury Group, auch Bloomsbury Set oder einfach Bloomsbury beziehungsweise „Bloomsberries“, wie ihre Anhänger/Mitglieder sie bezeichneten, war eine englische Gruppe von Künstlern, Intellektuellen und Wissenschaftlern, die von 1905 bis zum Zweiten Weltkrieg existierte und bedeutsamen Einfluss auf Englands kulturelle Modernisierung hatte. Bloomsbury hielt ein „kompliziertes Beziehungsgeflecht zusammen, das fortwährend in Bewegung war, aber stets verbunden blieb, verwoben durch Blutsbande, Freundschaft und Ehen, durch Orte und Leidenschaften“.

## Geschichte
Die Gruppe konstituierte sich im Verlauf wiederholter informeller Treffen von Absolventen der Universität Cambridge mit gleichaltrigen und gleichgesinnten Verwandten und Bekannten. Zum Teil waren sie auch Mitglieder der Cambridge Apostles. Diese Treffen fanden in den Häusern der Mitglieder, meistens (vor dem Ersten Weltkrieg sogar fast ausschließlich) im Londoner Stadtteil Bloomsbury statt. Während ihrer Treffen schuf die Gruppe den Rahmen für Diskussionen, Dramenlektüre, Ausstellungen und private Veranstaltungen. Die Mitglieder wurden nicht gewählt wie die Apostles, es gab kein gemeinsames Manifest und keine Mitgliedsbeiträge.
Es war offenbar von grundlegender Bedeutung für die Entstehung der Gruppe, dass die vier Stephen-Kinder – Vanessa (1879–1961), Thoby (1880–1906), Virginia (1882–1941) und Adrian (1883–1948) – im Jahr 1904, nach dem Tod beider Elternteile, in das Haus am Gordon Square 46 in Bloomsbury gezogen waren. Als Thoby Stephen im November 1906 starb, war die Gruppe bereits so zusammengewachsen, dass dieser Umstand den Zusammenhalt unter den Mitgliedern nicht erschütterte. Rückblickend nannte Clive Bell „die beiden Schwestern mit ihren Häusern am Gordon und Fitzroy Square das Herz des Ganzen“.
Obwohl die Gruppe größtenteils für Literatur (mit Virginia Woolf als berühmtester Vertreterin) bekannt ist, waren in ihr viele verschiedene Interessen und Tätigkeitsfelder vertreten:
- Literatur (aber auch Kunstkritik, biographische Essays, soziale Studien etc.) war das Reich von Virginia Woolf, E. M. Forster, Lytton Strachey, Clive Bell, William Plomer,  Mary MacCarthy und Laurens van der Post.
- Die bildenden Künste waren unter anderem vertreten durch die Maler Vanessa Bell, Duncan Grant, den Bildhauer Stephen Tomlin und Roger Fry. Fry hatte sich als Maler auch einen Namen als Kunsttheoretiker und -kritiker gemacht  und 1910 die aufsehenerregende Ausstellung Manet and the Post-Impressionists mit Manet, Cézannes, Gauguin und Van Gogh in den Grafton Galleries gezeigt.[5] Die Malerin Dora Carrington war Lebensgefährtin von Lytton Strachey.
- Der Ökonom John Maynard Keynes und Virginia Woolfs Ehemann, der belletristische und politische Schriftsteller Leonard Woolf, veröffentlichten größtenteils wissenschaftliche Werke in ihren jeweiligen Fachgebieten.
- Desmond MacCarthy war als Kritiker bekannt.
- Auch ein Beamter, der Gedichte schrieb, fand sich unter den „Bloomsberries“: Saxon Sydney-Turner.

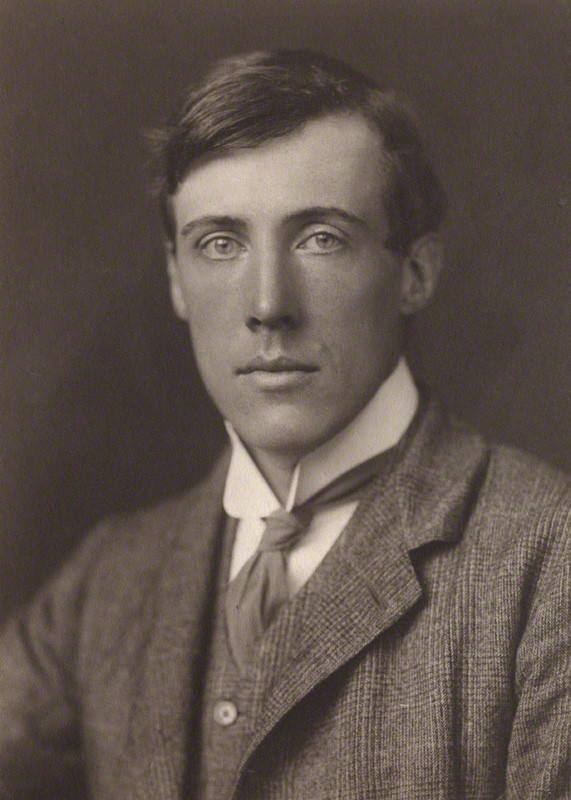
Thoby Stephen, Foto von George Charles Beresford, vor 1906
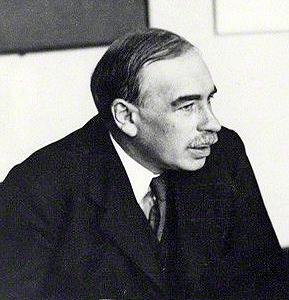
Foto von John Maynard Keynes
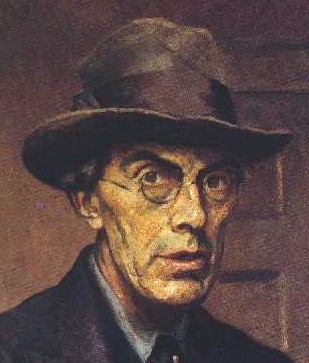
Selbstporträt von Roger Fry, um 1928
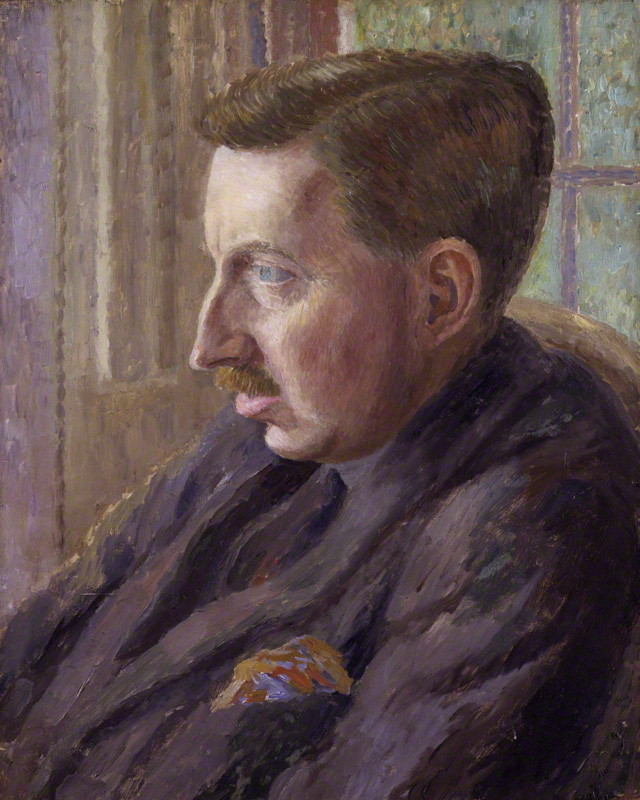
Porträt E. M. Forster von Dora Carrington, 1924/25
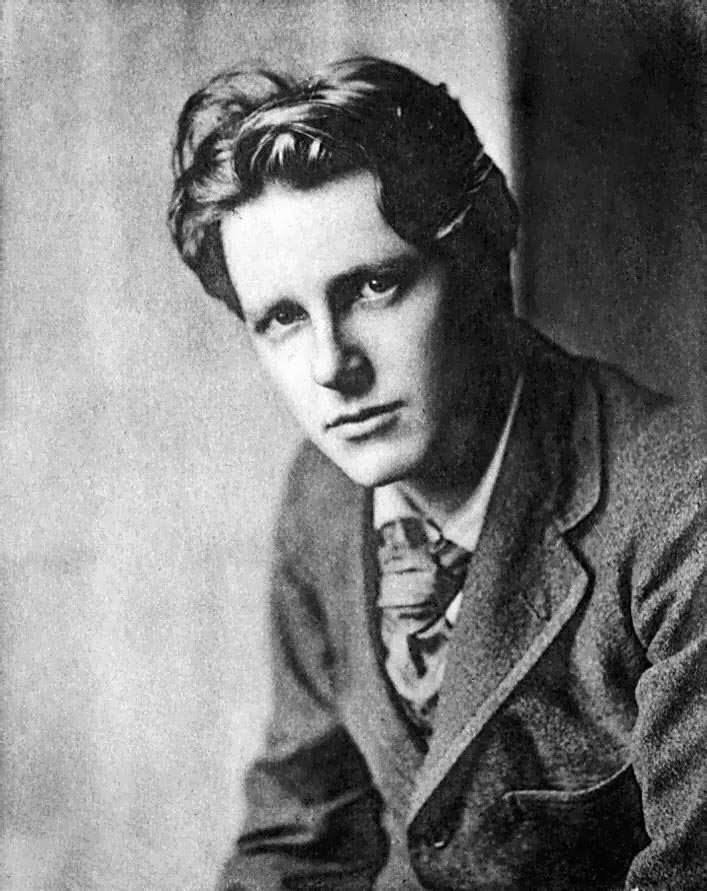
Rupert Brooke, 1913

Die darstellenden Künste fanden wenig Aufmerksamkeit in der Gruppe. Lydia Lopokova zum Beispiel, die Ehefrau von John Maynard Keynes, die eine professionelle Balletttänzerin gewesen war, wurde von den meisten „Bloomsberries“ als Außenseiterin gesehen und behandelt.
Es gab auch enge Verbindungen zu Rupert Brooke und dem Neopaganismus – die Holzschneiderin Gwen Darwin und ihr Mann, der französische Maler Jacques Raverat, zu dem Virginia Woolf einen regen Briefwechsel unterhielt, gehörten zu diesem Kreis. Gwens Schwester war mit Maynards Bruder Geoffrey Keynes verheiratet, dessen Leidenschaft für die Werke William Blakes dazu führte, dass Gwen ein auf seinen Hiob-Radierungen basierendes Ballett schuf, zu dem ihr Cousin Ralph Vaughan Williams die Musik komponierte.

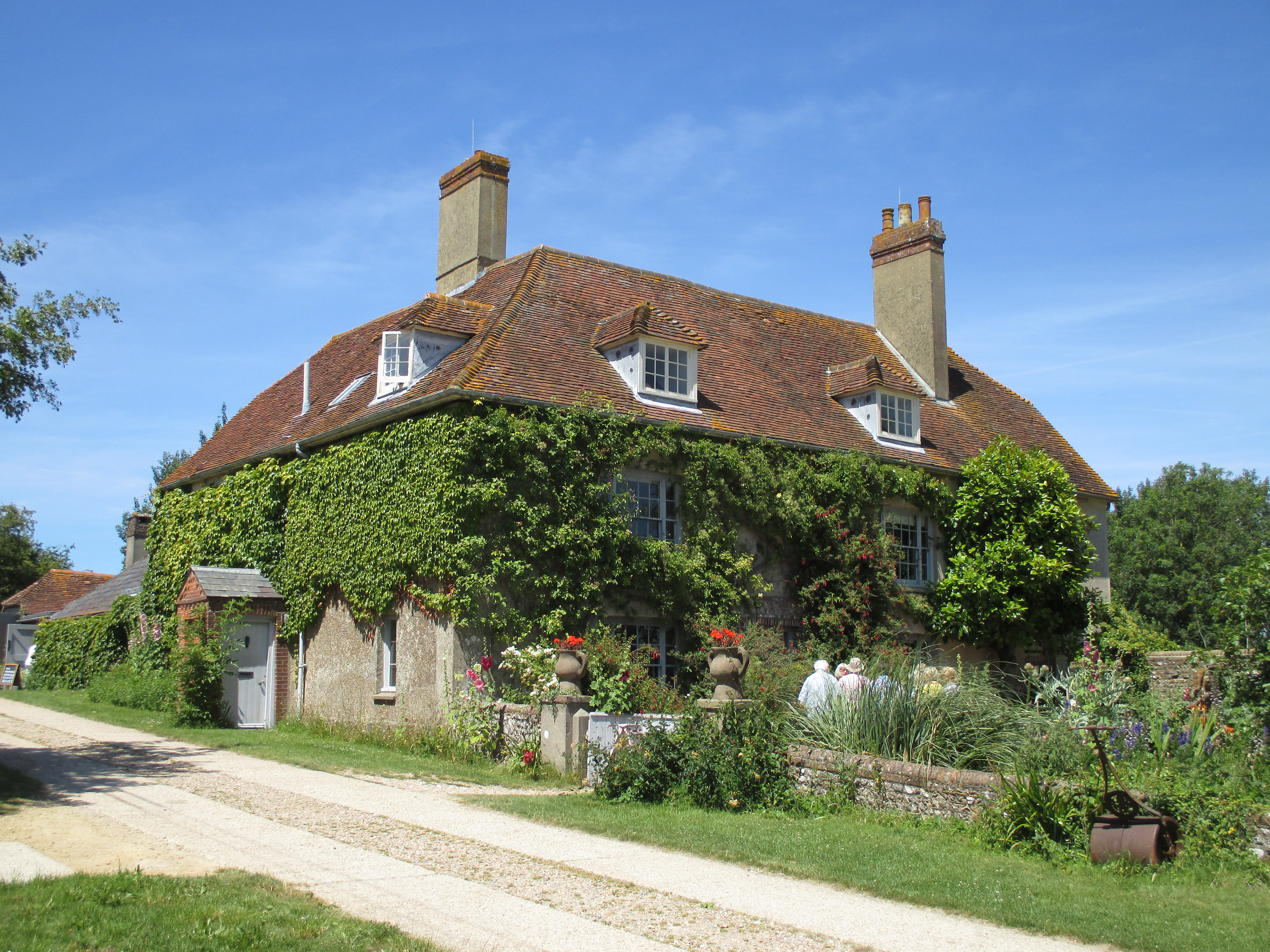
Charleston Farmhouse

Während und nach dem Ersten Weltkrieg wurde das Charleston Farmhouse, wo Vanessa Bell mit ihrem Geliebten Duncan Grant und dessen Geliebten David Garnett in einer ménage à trois lebten, zu einem beliebten Treffpunkt der Gruppe und zum Mittelpunkt der bildenden Künste der „Bloomsberries“.
Die Gruppe lehnte aus pazifistischer Gesinnung den Wehrdienst im Ersten Weltkrieg ab; selbst der im Finanzministerium beschäftigte Keynes ließ sich als Kriegsdienstverweigerer registrieren. Sie praktizierte einen für die damalige Zeit ungewöhnlich offenen Umgang mit Sexualität, einschließlich bisexueller und homosexueller Orientierungen. Viele ihrer Mitglieder, zum Beispiel John Maynard Keynes, Virginia Woolf, Vita Sackville-West und Harold Nicolson, führten neben ihren Ehen offene Beziehungen, die häufig gleichgeschlechtlich waren und von den jeweiligen Ehepartnern toleriert oder auch gefördert wurden.

### Gemeinsame Einrichtungen
Zu den Gründungen für gemeinsame Aktivitäten der „Bloomsberries“ gehörten die von Roger Fry 1913 ins Leben gerufene Künstlerwerkstatt Omega Workshops, an der sich viele ihrer Mitglieder, unter anderem Duncan Grant, Vanessa Bell und Nina Hamnett beteiligten, sowie die Hogarth Press. Hinzu kam die Buchhandlung Birrell & Garnett.

#### Künstlerwerkstatt Omega
Kurz vor Beginn des Ersten Weltkriegs (1913) eröffnete Roger Fry die Künstlerwerkstatt Omega Workshops am Fitzroy Square Nr. 33 mit einem Fest. In der Werkstatt sollten anspruchsvoll gestaltete Möbel und Stoffe, Teppiche Vorhänge, Krawatten, Kissen, Tapeten, Keramiken, Puppenhäuser und anderes Spielzeug hergestellt werden. Den jungen Künstlern seines Bekanntenkreises wollte Fry durch Designen ein zusätzliches Einkommen verschaffen. Neben Fry fungierten Vanessa Bell und Duncan Grant als Direktoren.  Neben den „Bloomsberries“ arbeitete auch die Künstlerin Nina Hammnet für die Werkstatt. Die wegen ihres exzentrischen Lebens als „La reine Bohème“ (Königin der Bohème) bezeichnete war nach ihrer Scheidung eine (nicht nur geschäftliche) Liaison mit Fry eingegangen.

#### Hogarth Press
Virginia und Leonard Woolf betrieben ab 1917 die Hogarth Press zunächst in ihrem Landhaus („Hogarth House“) und ab 1924 in ihrem Londoner Wohnhaus. Die Bücher setzten sie anfangs von Hand und druckten sie eigenhändig auf einer gebraucht erstandenen Minerva-Tiegeldruckpresse. Im Juli 1917 begann die Produktion mit der Auslieferung von Two Stories, einer 34-seitigen Broschüre, die je eine Geschichte der Ehepartner enthielt, The Mark on the Wall von Virginia und Three Jews von Leonard Woolf. Bereits in den Gründungsjahren verlegten sie T.S. Eliot. Virginias dritter Roman, Jacob’s Room (1922) erschien in der Hogarth Press. Sie wurde zu einem der bedeutendsten britischen Verlage, in dem nicht nur die eigenen Werke verlegt wurden, sondern auch Schriften von Gertrude Stein, H. G. Wells, E. M. Forster, Stephen Spender und W. H. Auden. Als erster britischer Verlag publizierte sie die übersetzten Gesammelten Werke von Sigmund Freud.

#### Buchhandlung Birrell & Garnett
Die von dem Romancier David Garnett und seinem Freund Francis Birrell, einem Journalisten und Literaturkritiker, zwischen 1919 und 1924 am Gordon Square (Taviton Street 19), geführte Buchhandlung war „ein beliebter Treffpunkt für die ‚Bloomsberries‘, die hier ihre Bücher kauften“ und „zeitweise […] die einzigen Kunden“ waren.

### Bloomsbury auf Reisen
Als Angehörige einer privilegierten und kultivierten Schicht, die über Muße und Mittel verfügte, gingen die „Bloomsberries“ gemeinsam auf Reisen in die Türkei und nach Griechenland, immer wieder nach Spanien, Frankreich und auch Deutschland, wo sie vorwiegend die Museen besuchten. Roger Fry war es zu danken, dass sie Frankreich für sich entdeckten – „Kunst und Küche, und einen intellektuellen Lebensstil, der vergleichsweise frei von Heuchelei war“. Virginia ging mit Leonhard 1912 auf Hochzeitsreise nach Frankreich, Spanien und Italien. Vanessa besuchte mit Duncan Grant und Maynard Keynes Rom und Florenz, um die Gemälde der Renaissancemaler im Original anzusehen; auf der Rückreise trafen sie in Paris die Maler Georges Braque und André Derain, deren Werke sie in England vertraten.

## Nachwirkung
Für den Schriftsteller Stephen Spender hatte die Gruppe den „konstruktivsten und kreativsten Einfluss auf den englischen Geschmack zwischen den beiden Kriegen“. Virginia Woolfs Essay A Room of One’s Own aus dem Jahr 1929 (1978 erstmals ins Deutsche übertragen) wurde zu einem der meistzitierten Texte der neuen Frauenbewegung. Woolf nahm darin die These der 68er-Bewegung vom politischen Charakter des Privaten vorweg. Quentin Bell (1910–1996), der jüngere Sohn von Virginias Schwester, Vanessa Bell, verfasste eine große Biographie von Virginia Woolf (Virginia Woolf: A Biography. Zwei Bände. Hogarth Press, 1972; dt. Virginia Woolf. Eine Biographie, 1982) und ein Erinnerungsbuch an Bloomsbury, in dem er die wichtigsten Teilnehmer der Gruppe liebevoll beschreibt.